# E81
La ruta europea E81 és una carretera que forma part de la Xarxa de carreteres europees. Comença a Mukachevo (Ucraïna) i finalitza a Bucarest (Romania). Té una longitud de 1200 km. Té una orientació de nord a sud i passa per les ciutats de Mukachevo, Halmeu, Satu Mare, Zalău, Cluj-Napoca, Turda, Sebeş, Sibiu, Piteşti i Bucarest.

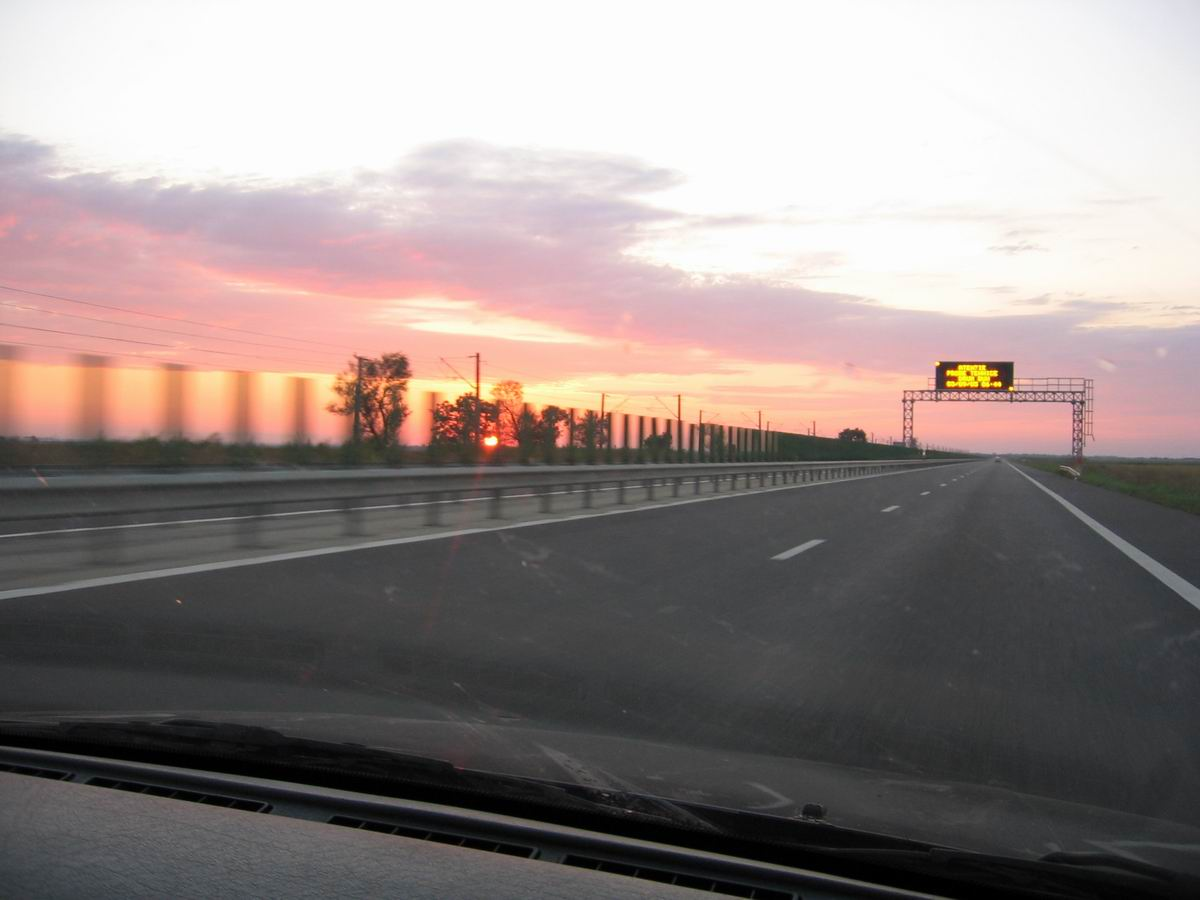
Ruta europea E81 a Romania.